# Phrynobatrachus pintoi
Phrynobatrachus pintoi är en groddjursart som beskrevs av Hillers, Zimkus och Rödel 2008. Phrynobatrachus pintoi ingår i släktet Phrynobatrachus och familjen Phrynobatrachidae. IUCN kategoriserar arten globalt som otillräckligt studerad. Inga underarter finns listade i Catalogue of Life.